# Tōgō-Schrein

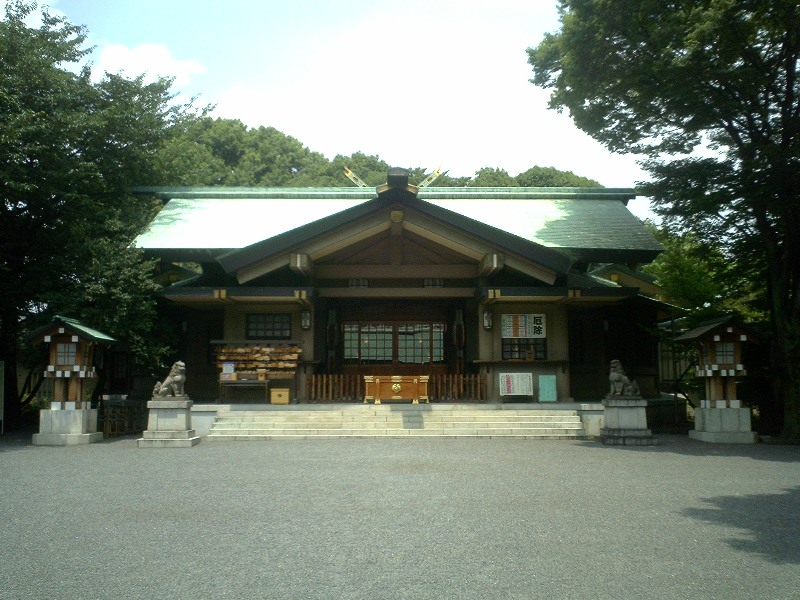
Der Tōgō-Schrein

Der Tōgō-Schrein (japanisch 東郷神社, Tōgō-jinja) ist ein japanischer Shintō-Schrein im Tokioter Stadtteil Harajuku (Teil von Shibuya). In ihm wird, neben anderen Persönlichkeiten der Kaiserlich Japanischen Marine, Admiral Tōgō Heihachirō als oberster Kami verehrt. Der Tōgō-Schrein gilt als Hauptschrein weiterer Tōgō-Schreine in Japan.

## Übersicht
Nach dem Ableben Admirals Tōgō bildete sich die „Tōgō gensui kinenkai“ (東郷元帥記念会), also die „Gesellschaft zur Erinnerung an Admiral Tōgō“, die für die Errichtung eines Gedenk-Schreins die benötigten Mittel sammelte. 1940 konnte dann der Tōgō-Schrein errichtet werden. Er brannte jedoch 1945, am Ende des Zweiten Weltkriegs ab, wurde aber 1964 wieder errichtet.
Eine der Hauptfestlichkeiten des Tōgō-Schreins wird jedes Jahr am 27. Mai ausgerichtet, dem Jahrestag der Seeschlacht bei Tsushima (1905). Dabei spielt die Schlachtflagge des Flaggschiffs Mikasa von Admiral Tōgō eine zentrale Rolle, die er 1911 als Repräsentant Japans bei der Krönung von George V. der HMS Worcester spendete, auf der er während seiner Studienzeit in Großbritannien gelernt hatte. Nachdem die HMS Worcester 1978 aus dem aktiven Einsatz ausgeschieden war, ging die Schlachtflagge in das Eigentum der Marine Society über, der größten britischen Marine-Wohltätigkeitsorganisation.
Der Schrein ist bekannt für seinen Flohmarkt, einen der größten und beliebtesten in Tokio, der bei gutem Wetter an jedem ersten Sonntag des Monats von 5 Uhr morgens bis 3 Uhr nachmittags stattfindet. Ebenfalls populär ist der Antikmarkt an jedem ersten und vierten Sonntag im Monat (von 4 Uhr morgens bis 3 Uhr nachmittags).
Seit 2005 ist die Schlachtflagge permanente Leihgabe der Marine Society an den Tōgō-Schrein. Captain Jeremy Howard, ehemaliger Direktor der Marine Society, und weitere Mitglieder haben in diesem Zusammenhang 2005 an den Feierlichkeiten im Schrein teilgenommen.
Koordinaten: 35° 40′ 18,5″ N, 139° 42′ 21,3″ O